# Мали-Зворник (община)
Мали-Зворник (серб. Мали Зворник) — община в Сербии, входит в Мачванский округ.
Население общины составляет 13 320 человек (2007 год), плотность населения составляет 72 чел./км². Занимаемая площадь — 184 км², из них 42,1 % используется в промышленных целях.
Административный центр общины — город Мали-Зворник. Община Мали Зворник состоит из 12 населённых пунктов, средняя площадь населённого пункта — 15,3 км².

## Статистика населения общины
| Год  | Население, чел. |
| ---- | --------------- |
| 1991 | 14 422          |
| 2001 | 14 150          |
| 2002 | 14 033          |
| 2003 | 13 942          |
| 2004 | 13 854          |
| 2005 | 13 709          |
| 2006 | 13 521          |
| 2007 | 13 320          |